# Cybianthus wurdackii
Cybianthus wurdackii är en viveväxtart som beskrevs av Agostini och J.J. Pipoly. Cybianthus wurdackii ingår i släktet Cybianthus, och familjen viveväxter. Inga underarter finns listade i Catalogue of Life.